# Ontsira retina
Ontsira retina är en stekelart som beskrevs av Shi och Chen 2004. Ontsira retina ingår i släktet Ontsira och familjen bracksteklar. Inga underarter finns listade i Catalogue of Life.